# Ryōichi Maeda
Ryōichi Maeda (前田 遼一?, Maeda Ryōichi; Kōbe, 9 ottobre 1981) è un allenatore di calcio ed ex calciatore giapponese, di ruolo attaccante, collaboratore tecnico della nazionale giapponese.

## Biografia
Nel suo paese è conosciuto anche per la "maledizione Maeda": dal 2007 al 2012 tutte le squadre che hanno subito il primo gol stagionale da lui a fine stagione sono retrocesse.

## Statistiche

### Cronologia presenze e reti in nazionale
| Cronologia completa delle presenze e delle reti in nazionale ― Giappone | Cronologia completa delle presenze e delle reti in nazionale ― Giappone | Cronologia completa delle presenze e delle reti in nazionale ― Giappone | Cronologia completa delle presenze e delle reti in nazionale ― Giappone | Cronologia completa delle presenze e delle reti in nazionale ― Giappone | Cronologia completa delle presenze e delle reti in nazionale ― Giappone | Cronologia completa delle presenze e delle reti in nazionale ― Giappone | Cronologia completa delle presenze e delle reti in nazionale ― Giappone |
| Data                                                                    | Città                                                                   | In casa                                                                 | Risultato                                                               | Ospiti                                                                  | Competizione                                                            | Reti                                                                    | Note                                                                    |
| ----------------------------------------------------------------------- | ----------------------------------------------------------------------- | ----------------------------------------------------------------------- | ----------------------------------------------------------------------- | ----------------------------------------------------------------------- | ----------------------------------------------------------------------- | ----------------------------------------------------------------------- | ----------------------------------------------------------------------- |
| 22-8-2007                                                               | Oita                                                                    | Giappone                                                                | 2 – 0                                                                   | Camerun                                                                 | Amichevole                                                              | -                                                                       | 59’                                                                     |
| 17-10-2007                                                              | Osaka                                                                   | Giappone                                                                | 4 – 1                                                                   | Egitto                                                                  | AFC Challenge Cup 2007                                                  | 1                                                                       |                                                                         |
| 17-2-2008                                                               | Chongqing                                                               | Giappone                                                                | 1 – 1                                                                   | Corea del Nord                                                          | Coppa dell'Asia orientale 2008                                          | 1                                                                       | 64’                                                                     |
| 9-9-2009                                                                | Utrecht                                                                 | Giappone                                                                | 4 – 3                                                                   | Ghana                                                                   | Amichevole                                                              | -                                                                       | 69’                                                                     |
| 10-10-2009                                                              | Yokohama                                                                | Giappone                                                                | 2 – 0                                                                   | Scozia                                                                  | Amichevole                                                              | -                                                                       | 56’                                                                     |
| 8-10-2010                                                               | Saitama                                                                 | Giappone                                                                | 1 – 0                                                                   | Argentina                                                               | Amichevole                                                              | -                                                                       | 65’                                                                     |
| 12-10-2010                                                              | Seul                                                                    | Corea del Sud                                                           | 0 – 0                                                                   | Giappone                                                                | Amichevole                                                              | -                                                                       |                                                                         |
| 9-1-2011                                                                | Doha                                                                    | Giappone                                                                | 1 – 1                                                                   | Giordania                                                               | Coppa d'Asia 2011 - 1º turno                                            | -                                                                       | 46’                                                                     |
| 13-1-2011                                                               | Doha                                                                    | Siria                                                                   | 1 – 2                                                                   | Giappone                                                                | Coppa d'Asia 2011 - 1º turno                                            | -                                                                       | 75’                                                                     |
| 17-1-2011                                                               | Al Rayyan                                                               | Giappone                                                                | 5 – 0                                                                   | Arabia Saudita                                                          | Coppa d'Asia 2011 - 1º turno                                            | 2                                                                       |                                                                         |
| 21-1-2011                                                               | Doha                                                                    | Giappone                                                                | 3 – 2                                                                   | Qatar                                                                   | Coppa d'Asia 2011 - Quarti di finale                                    | -                                                                       | 64’                                                                     |
| 25-1-2011                                                               | Doha                                                                    | Giappone                                                                | 2 – 2 dts (3 - 0 dtr)                                                   | Corea del Sud                                                           | Coppa d'Asia 2011 - Semifinale                                          | 1                                                                       | 105’                                                                    |
| 29-1-2011                                                               | Doha                                                                    | Australia                                                               | 0 – 1 dts                                                               | Giappone                                                                | Coppa d'Asia 2011 - Finale                                              | -                                                                       | 98’                                                                     |
| 1-6-2011                                                                | Niigata                                                                 | Giappone                                                                | 0 – 0                                                                   | Perù                                                                    | Amichevole                                                              | -                                                                       | 67’                                                                     |
| 11-11-2011                                                              | Dushanbe                                                                | Tagikistan                                                              | 0 – 4                                                                   | Giappone                                                                | Qual. Mondiali 2014                                                     | 1                                                                       | 59’                                                                     |
| 15-11-2011                                                              | Pyongyang                                                               | Corea del Nord                                                          | 1 – 0                                                                   | Giappone                                                                | Qual. Mondiali 2014                                                     | -                                                                       | 59’ 77’                                                                 |
| 24-2-2012                                                               | Osaka                                                                   | Giappone                                                                | 3 – 1                                                                   | Islanda                                                                 | Amichevole                                                              | 1                                                                       |                                                                         |
| 23-5-2012                                                               | Shizuoka                                                                | Giappone                                                                | 2 – 0                                                                   | Azerbaigian                                                             | Amichevole                                                              | -                                                                       | 37’                                                                     |
| 3-6-2012                                                                | Saitama                                                                 | Giappone                                                                | 3 – 0                                                                   | Oman                                                                    | Qual. Mondiali 2014                                                     | 1                                                                       |                                                                         |
| 8-6-2012                                                                | Saitama                                                                 | Giappone                                                                | 6 – 0                                                                   | Giordania                                                               | Qual. Mondiali 2014                                                     | 1                                                                       |                                                                         |
| 12-6-2012                                                               | Brisbane                                                                | Australia                                                               | 1 – 1                                                                   | Giappone                                                                | Qual. Mondiali 2014                                                     | -                                                                       |                                                                         |
| 15-8-2012                                                               | Sapporo                                                                 | Giappone                                                                | 1 – 1                                                                   | Venezuela                                                               | Amichevole                                                              | -                                                                       | 74’                                                                     |
| 11-9-2012                                                               | Saitama                                                                 | Giappone                                                                | 1 – 0                                                                   | Iraq                                                                    | Qual. Mondiali 2014                                                     | 1                                                                       | 89’                                                                     |
| 14-11-2012                                                              | Mascate                                                                 | Oman                                                                    | 1 – 2                                                                   | Giappone                                                                | Qual. Mondiali 2014                                                     | -                                                                       | 64’                                                                     |
| 6-2-2013                                                                | Kōbe                                                                    | Giappone                                                                | 3 – 0                                                                   | Lettonia                                                                | Amichevole                                                              | -                                                                       | 46’                                                                     |
| 22-3-2013                                                               | Doha                                                                    | Giappone                                                                | 2 – 1                                                                   | Canada                                                                  | Amichevole                                                              | -                                                                       | 46’                                                                     |
| 26-3-2013                                                               | Amman                                                                   | Giordania                                                               | 2 – 1                                                                   | Giappone                                                                | Qual. Mondiali 2014                                                     | -                                                                       | 65’                                                                     |
| 30-5-2013                                                               | Toyota                                                                  | Giappone                                                                | 0 – 2                                                                   | Bulgaria                                                                | Amichevole                                                              | -                                                                       | 46’                                                                     |
| 4-6-2013                                                                | Saitama                                                                 | Giappone                                                                | 1 – 1                                                                   | Australia                                                               | Qual. Mondiali 2014                                                     | -                                                                       | 79’                                                                     |
| 11-6-2013                                                               | Doha                                                                    | Iraq                                                                    | 0 – 1                                                                   | Giappone                                                                | Qual. Mondiali 2014                                                     | -                                                                       | 70’                                                                     |
| 15-6-2013                                                               | Brasilia                                                                | Brasile                                                                 | 3 – 0                                                                   | Giappone                                                                | Conf. Cup 2013 - 1º turno                                               | -                                                                       | 51’                                                                     |
| 19-6-2013                                                               | Recife                                                                  | Italia                                                                  | 4 – 3                                                                   | Giappone                                                                | Conf. Cup 2013 - 1º turno                                               | -                                                                       | 79’                                                                     |
| 22-6-2013                                                               | Belo Horizonte                                                          | Giappone                                                                | 1 – 2                                                                   | Messico                                                                 | Conf. Cup 2013 - 1º turno                                               | -                                                                       | 65’                                                                     |
| Totale                                                                  |                                                                         | Presenze                                                                | 33                                                                      |                                                                         | Reti                                                                    | 10                                                                      |                                                                         |

## Palmarès

### Club
- Supercoppa del Giappone: 3

Júbilo Iwata: 2000, 2003, 2004
- Campionato giapponese: 1

Júbilo Iwata: 2002
- Coppa del Giappone: 1

Júbilo Iwata: 2003
- Coppa Yamazaki Nabisco: 1

Júbilo Iwata: 2010

### Nazionale
- Giochi asiatici: 1

2002
- Coppa d'Asia: 1

2011

### Individuale
- Miglior giovane giocatore asiatico dell'anno: 1

2000
- Capocannoniere del campionato giapponese: 2

2009, 2010
- Miglior giocatore della Coppa J. League: 1

2010